# Pilar de Aresti y Victoria de Lecea
Pilar de Aresti y Victoria de Lecea es una personalidad vasca, empresaria y política vizcaína.

## Biografía

### Origen familiar
Pilar de Aresti y Victoria de Lecea, es hija de José de Aresti Uríen y de Pilar Victoria de Lecea. Casada en 1960 con Ramón de Icaza y Zabalburu, tiene dos hijos, Ramón y Alfonso. Pilar de Aresti forma parte de una de las familias de la aristocracia vasca más enraizadas con el territorio y una de las más antiguas de Neguri. Su abuelo, Enrique de Aresti y Torre, fundó junto con Valentín Gorbeña y José Amán, la sociedad Terrenos de Neguri a principios del siglo XX, sociedad la cual, desarrollaría un modelo urbanístico de ciudad jardín. Además de esto, Enrique de Aresti tuvo también una faceta política; de convicciones monárquicas y liberales, fue gobernador civil en el reinado de Alfonso XIII y presidente de la Diputación de Vizcaya entre 1898 y 1902, puesto para el que fue nombrado por el entonces presidente del Consejo de Ministros, Antonio Maura y donde compartió su actividad política con Sabino Arana. En 1916, Enrique de Aresti asumiría la jefatura local del partido Círculo Conservador y en 1930 sería designado concejal del Ayuntamiento de Bilbao, un consistorio presidido en aquella época, por el alcalde de filiación monárquica, Adolfo González Careaga. Con la convocatoria de nuevas elecciones, Enrique de Aresti cesaría en 1931 de su cargo municipal.
El abuelo de Pilar de Aresti fundó empresas de gran importancia como La Papelera Española, La Papelera del Cadagua, también fue socio fundador del Ferrocarril Santander - Bilbao, de la Unión Resinera Española, la Sociedad Terrenos de Neguri y la Conchita, fue consejero en Plomos y Estaños, Ferrocarril Vasco-Asturiano, Hulleras de Sabero y Anexas y Compañía Siderúrgica del Mediterráneo. Además, fue presidente y consejero del Banco de Bilbao. En lo que se refiere al título nobiliario de “Conde de Aresti”, este le fue concedido a Enrique de Aresti y Torre, por el rey Alfonso XIII en 1908, y desde 1950 hubo una plaza bilbaína que llevó su nombre hasta que fue cambiada su denominación, en la década de los ochenta por el entonces alcalde José Luis Robles. Además de su abuelo, el padre de Pilar, José de Aresti; fue también empresario siendo durante cincuenta años consejero del Banco de Bilbao siendo presidente de Papelera Española, entre otros cargos.
Su difunto marido, Ramón de Icaza y Zabálburu desempeñó un papel destacado en ámbitos como el sanitario y el educativo. Contribuyó a la conformación de la colección artística del BBVA, teniendo además, un papel destacado tanto en la Fundación Benéfica Aguirre como en la Fundación Vizcaína Aguirre que desarrollaron un papel importante en el impulso y apoyo del Hospital San Juan de Dios de Santurce y de la Universidad Comercial de Deusto, entre otras diversas iniciativas.
De este modo, Pilar de Aresti hereda una tradición empresarial y política que la llevaría a ser Diputada de la Diputación Foral de Vizcaya, durante el periodo 1979-1983, Apoderada Juntas Generales Señorío de Vizcaya, entre 1979-1983 y durante 1995-1999 y Senadora electa por Vizcaya en la VII Legislatura (12/03/2000 al 20/01/2004).

### Política vizcaína liberal. Unión de Centro Democrático. Inicios.
Pilar de Aresti, de ideología liberal, se inicia en política en plena transición de la mano de José María de Areilza, Conde de Motrico, Presidente de la Federación Liberal en diciembre de 1977, que más adelante adoptaría el nombre de Acción Ciudadana Liberal. Otro personaje que influiría en Pilar sería Joaquín Garrigues Walker, promotor de la Federación de Partidos Demócratas y Liberales, que se constituyó en 1976 y de la que Garrigues Walker, llegaría a ser presidente. Esta federación se disolvería más adelante, en 1978 para acabar integrándose en Unión de Centro Democrático (UCD), partido del cual Garrigues participaría en su fundación. Pilar de Aresti, como otros políticos con los que compartiría tareas de organización como Adolfo Careaga, Julen Guimón, José Antonio Ramírez Escudero o Ricardo Echanove, pasaría más adelante, con la creación de la UCD, a formar parte de este partido junto con otros miembros del Partido Liberal.

### Elecciones Forales y elecciones Generales 1979
Ya formando parte de la UCD de Adolfo Suárez, Pilar de Aresti se presenta como candidata a las Juntas Generales saliendo elegida apoderada en Vizcaya en las elecciones forales celebradas el 3 de abril de 1979. Estaría en el cargo hasta 1983, compaginando su función de apoderada con las responsabilidades políticas de vocal del Comité Regional de la UCD vasca y secretaria general de Liberales Vascos, el Partido Liberal de Joaquín Garrigues. En aquellas elecciones de abril de 1979, la UCD lograría en Vizcaya 10 apoderados siendo la cuarta fuerza política por detrás del PNV y del PSE. En Álava 14 y en Guipúzcoa 3. Como electos, cabe destacar la presencia en las Juntas Generales de figuras como Julen Guimón, Alfredo Marco Tabar o Enrique Villar, entre otros. Ese mismo año, también se celebrarían, el 1 de marzo, elecciones generales. Los resultados depararon la victoria de la UCD logrando 168 diputados frente a los 121 del Partido Socialista. En lo que se refiere al País Vasco, saldrían electos cinco diputados, dos por Álava, uno por Guipúzcoa y dos por Vizcaya. Entre estos estarían Julen Guimón, Marcelino Oreja y Jesús María Viana Santa Cruz. Pilar Aresti iría de número cuatro en la candidatura por Vizcaya a estas elecciones por detrás de José Antonio Ramírez Escudero, Agustín Rodríguez Sahagún y el mismo Julen Guimón.

### Elecciones Parlamento Vasco en 1980
El 9 de marzo de 1980 tuvieron lugar las elecciones al Parlamento Vasco que darían lugar a la I Legislatura Vasca. En estas elecciones, Pilar Aresti formaría parte también de la candidatura de Unión de Centro Democrático como número tres yendo en la candidatura, detrás de Joaquín María Aguinaga Torrano y José Adolfo Careaga Fontecha. La UCD lograría 78.095 votos, los cuales se materializaron en seis parlamentarios repartidos en cuatro por la circunscripción de Álava y uno por las de Guipúzcoa y Vizcaya respectivamente. El candidato a la presidencia del Consejo General Vasco sería Jesús María Viana. Tras una primera votación en la que hubo tres votos nulos, finalmente Carlos Garaikoetxea sería elegido lehendakari gracias a los votos del PNV y la ausencia de los parlamentarios de HB. Este mismo año de 1980, serían asesinados cinco miembros de UCD a manos de la banda terrorista ETA, entre los que se encontraban Jaime Arrese que iba a ocupar el puesto de Marcelino Oreja en Madrid, Juan de Dios Doval, que era el sustituto de Jaime Mayor Oreja en el Parlamento de Euskadi y Ramón Baglieto Martínez, concejal de UCD. Pilar Aresti recordaría en alguna entrevista las dificultades de aquellos años para poder hacer política así como la asistencia a funerales casi clandestinos oficiados a los miembros de las Fuerzas de Seguridad asesinados por ETA

### Disolución de UCD en 1982
Después del fracaso de la UCD, iniciada con la inesperada dimisión de Suarez en 1981 y el abandono de varios diputados del partido centrista a otras fuerza políticas como fueron los casos de Herrero de Miñón, Ricardo de la Cierva y Francisco Soler, que abandonarían el partido en enero de 1982 para integrarse en Alianza Popular, o el 20 de julio de ese mismo año, cuando veinte parlamentarios de UCD ingresan en el recién creado Partido Demócrata Popular de Oscar Alzaga. El 12 de diciembre de 1981 se convocó un congreso extraordinario en el cual saldría vencedora la corriente democristiana frente a los denominados “azules”, siendo confirmados Landelino Lavilla en la presidencia del partido y Ortega como nuevo secretario general. Los “azules” de Martín Villa y los liberales, que habían propuesto que José María de Areilza asumiera la presidencia de UCD y que esta formación se convirtiera en una colación de partidos autonómicos de centro, salieron derrotados. La victoria del sector democristiano llevó a que varios dirigentes vascos como Pilar Aresti, vicepresidenta regional, presentara su dimisión desencantada por el cambio de rumbo de un partido que era aconfesional de centro progresista presidido por Areilza a un partido demócrata cristiano presidido por Landelino Lavilla. La UCD se integraría más adelante en el “Partido Popular Europeo” de carácter demócrata cristiano. Tras disolverse la UCD, Pilar de Aresti se incorpora a la Federación de Partidos Demócratas y Liberales, una coalición integrada por tres partidos: Alianza Popular, Partido Liberal y PDP. De allí pasaría al Partido Popular, tras la refundación de Alianza Popular.

### Juntera y Senadora VI Legislatura 1995-1999
Años más tarde, Pilar regresaría a la política activa presentándose como candidata a las Juntas Generales por el Partido Popular en las elecciones del 28 de mayo de 1995, saliendo elegida Juntera por la circunscripción Busturia- Uribe, en el V Mandato de las Juntas Generales de Vizcaya, siendo vicepresidenta de la Comisión de Agricultura y Medio Ambiente así como Apoderada en la Comisión de Infraestructuras y la Comisión de Institucional. Finalizado el mandato en 1999 se volvería a presentar en el VI Mandato de Juntas Generales cuyas elecciones fueron el 13 de junio de 1999. En estas elecciones forales, el Partido Popular ganaría en Álava de la mano de Ramón Rabanera con 16 escaños empatados con el PNV, en Guipúzcoa 8 junteros y en Vizcaya, la candidatura liderada por Carlos Olazábal, obtendría 10 representantes entre los que se encontraba Pilar de Aresti, que causaría baja al año siguiente debido a su elección como senadora en las elecciones generales del 12 de marzo del 2000. En este Mandato fue Secretaria de la Comisión de Infraestructuras.

### Senadora VII Legislatura 2000- 2004
Pilar de Aresti sería candidata al Senado por el Partido Popular de Vizcaya en la VII Legislatura, siendo elegida el 12 de marzo del 2000. En aquellas elecciones el Partido Popular de José María Aznar, conseguía la mayoría absoluta en el Congreso de los Diputados, gracias al descenso del PSOE y de Izquierda Unida, revalidando su cargo como presidente del gobierno lo que conllevó la dimisión del candidato socialista Joaquín Almunia. El PP lograría 10.321.178 votos con 183 representantes del Congreso de los Diputados y los 123 del Senado. En el País Vasco, el Partido Popular conseguiría siete diputados y en el senado cinco representantes. Dentro del Grupo Parlamentario Popular fue Vicepresidenta de la Comisión Especial sobre la situación de los deportistas al finalizar su carrera deportiva, Vicepresidenta de la Comisión de Defensa y Vocal de las Comisiones sobre la Inmigración y la Extranjería, de Educación, Cultura y Deporte y también de la Comisión Especial de Artes Escénicas e Industriales Culturales.También participó como Ponente en las Ponencias Legislativas sobre el Proyecto de Ley Reguladora del Museo del Prado y Proyecto de Ley de fomento y promoción de la cinematografía y el sector audiovisual. El 20 de enero del 2004 causa baja por disolución de las Cortes Generales, siendo nombrada un año después, vocal del Consejo Asesor del Observatorio Regional de la Violencia de Género de Madrid. En las elecciones del febrero de 2004 se presenta como candidata al Senado por Vizcaya sin lograr el escaño.

### Atentado de la banda terrorista de ETA
El atentado contra Pilar de Aresti se produjo el día 24 de julio de 2000. ETA colocaría un coche-bomba frente a la casa de Pilar, un Fiat Tipo matriculado en San Sebastián aparcado en la calle Amán, zona residencial donde habitan destacados industriales vascos. Un mes antes, ETA había puesto otro coche- bomba, con idéntica forma de actuar, en la calle Manuel Smith, a tan sólo 400 metros de la casa donde reside Aresti. Pilar Aresti, que acababa de llegar a su domicilio en Guecho después de una jornada previa en Madrid donde asistía a la reunión de la ejecutiva nacional del PP, apenas tuvo tiempo de ponerse a cubierto junto a su marido cuando la Ertzaina la avisó por teléfono de que iba a estallar una bomba la cual explotaría un minuto después. Hubo cuatro heridos, entre ellos un ertzaina que acordonaba la zona y se produjeron graves desperfectos ocasionados debido a la deflagración. Según narraría Pilar Aresti: “La Ertzaintza me avisó por teléfono de que iba a estallar una bomba frente a nuestro domicilio, y pregunté con cuánto tiempo contaba para abandonar nuestra casa. El agente me contestó: ‘No lo hay. ¡Protéjanse!’ Así lo hicimos, mi marido y yo, corriendo hacia el centro de la habitación central. La bomba no tardó un minuto en estallar. Eran las ocho y veinticinco de la mañana”. Esta no era la primera que la banda terrorista ETA atentaba contra su familia; su pariente, Enrique Aresti Urien, conde de Aresti, sería asesinado por ETA a los 62 años de edad en 1980 de un disparo en la nuca, cuando poco después de las ocho y media de la mañana ascendía por las escaleras que conducen a las oficinas de las dos empresas en que trabajaba, situadas en el mismo edificio, en el centro de Bilbao.

### Labor social
Pilar Aresti ha sido consejera del Museo de Bellas Artes de Bilbao. Miembro del Patronato de la Casa de Misericordia, desde hace años es vicepresidenta de la Asociación Vizcaína de Caridad-Residencia Conde de Aresti (fundada por su abuelo, cuando era presidente de la Diputación en 1903). Preside el Comité de Amigos del Museo Guggenheim.